# Valkyrie Profile 2: Silmeria
Valkyrie Profile 2: Silmeria (ヴァルキリープロファイル2 シルメリア) é o segundo jogo da série Valkyrie Profile, sendo seu predecessor.
Centenas de anos antes dos eventos do primeiro jogo estrelado pela também valquíria Lenneth, esse segundo jogo da série coloca o jogador no papel de Silmeria, irmã mais nova da protagonista do primeiro game da qual também é uma Valquíria.
Silmeria ocupa o corpo de uma garota humana chamada Alicia desde seu nascimento. Silmeria passa a controlar cada vez mais a personalidade de Alicia, até que a própria Alicia não mais se mostre presente. O pai de Alicia resolve bani-la e ela passa a ser considerada morta. Porém Alicia, assim como Silmeria, são levadas para um castelo, permanecendo lá por muitos anos. A personalidade de Alicia permanece dormente durante este tempo, até que Silmeria pressentindo o perigo de uma batalha iminente entre deuses e humanos, resolve acordar Alicia e a aconselha a fugir. Alicia consegue fugir e Silmeria diz que não voltará a Valhala, a terra de Odin. Assim começa a busca de ambas por respostas e um meio de ajudar os humanos e evitar uma catástrofe.

## Enredo
Valkyrie Profile 2: Silmeria foca-se em dois personagens, Silmeria e Alicia, das quais dividem o mesmo corpo.
Silmeria é a mais nova é uma das três valquírias de Valhalla, sendo Lenneth e Hrist suas irmãs. Sua tarefa consistia em coletar almas de bravos guerreiros mortos em batalhas e levá-las à Valhalla. Após desobedecer Odin, o mesmo a reencarna no corpo de Alicia, princesa de Dipan.
Silmeria deveria dividir o corpo de Alicia, estando, a primeira, inconsciente, mas a mesma desperta, o que faz com que várias pessoas pensem que a princesa é louca. Então, o rei de Dipan, pai de Alicia, aprisiona a filha e anuncia sua morte. Embora não dizendo à população, o rei a envia para viver em um pequen palácio fora da cidade de Crell Monferaigne.
No prólogo do jogo, é mostrado que Odin envia a atual valquíria, Hrist, para levar a alma de Silmeria de volta à Valhala, já que duas valquírias não podem coexistir na mesma era.
Alicia/Silmeria escapa e parte, então, numa jornada para salvar sua própria vida e evitar uma guerra entre os deuses de Valhalla e os humanos em Midgard.

## Jogabilidade
Há somente um modo de jogo. No entanto, o mesmo torna-se cada vez mais difícil e estratégico a medida que o jogador avança na história.
As explorações de dungeons são feitas em perspectiva 3D side scrolling. Alicia é a única personagem controlável no cenário e é capaz de pular, manobrar a espada e lançar photons. Os photons são usados para paralisar temporariamente inimigos e possuem um papel chave no desenrolar dos puzzlles.
Há, também, as sealstones que podem ser encontradas nos cenários do jogo em plataformas (dais).
As sealstones afetam diretamente inimigos ou aliados, dependendo de sua propriedade. Por exemplo: se uma sealtone possui a propriedade Party HP Up to 50%, significa que, se a equipe estiver em posse de tal sealstone, sua força será aumetada em 50% gerando vantagens para o jogador. Da mesma forma, se uma sealstone possui a propriedade Item broken sem especificações, então o menu de item estará desabilitado para o jogador, dando vantagem para o inimigo. As sealstones podem possuir mais de uma propriedade e algumas são necessárias para avanço nos cenários.

### Sistema de Combate
O sistema de combate se dá em ambiente totalmente 3D. O jogador utiliza-se do Advanced Tactical Combination (ATC), do qual é consumido pontos de uma barra que fica na parte inferior da tela, da qual o jogador pode atacar com todos os personagens.
O estilo do jogo no modo luta passa para uma perspectiva de ação, ainda assim, sendo necessário o desenvolvimento de táticas diferentes para chefes e inimigos especiais.
Ainda no modo de combate, os personagens podem mover-se livremente pelo cenário do jogo escolhendo quaisquer dos inimigos existentes para atacar. Além disso, os inimigos do jogo, sobretudo os chefes, possuem diversas partes para serem atacadas, bem como fraquezas em diferentes locais, forçando o jogador a desenvolver táticas de combate exclusivas.
Cada botão do controle corresponde a um personagem, sendo assim, até 4 personagens podem ser controlados ao mesmo tempo, podendo ser divididos em até 4 grupos de combate.
Uma novidade que o jogo apresenta é o Break Mode. Tal modo é alcançado quando cumprido certos números de hits nos inimigos e possibilita diversos ataques sem que a barra AP se esgote. Ao final de tudo, os personagens também desferem seus golpes finais, causando grande dano ao inimigo.
Com um segundo controle, o segundo jogador pode controlar um ou mais membros e grupos nos combates.

## Einherjar
Quando Silmeria está presente, Alicia pode materializar os Einherjar. Tais invocações estão presentes no corpo de Silmeria do tempo em que a mesma era uma valquíria.
Alicia deve tocar em algum artefato que pertencera ao respectivo Einherjar quando em vida para poder rematerializá-lo. Colocando certas combinações de Einherjar na equipe, resulta em diálogos durante as batalhas, tal como Celes e Phyress, que são irmãs, no mesmo grupo.
Einherjars podem ser encontrados aleatoriamente em dungeons. Existem 40 diferentes einhejar no jogo, mas somente 20 podem ser recrutados.

## Visual
O visual de Valkyrie Profile 2: Silmeria é exuberante. Tanto as cenas em Computação Gráfica (CG) como no próprio jogo são muito bem trabalhadas.
Destaque para os efeitos de luz e sombra, dos quais foi usada a técnica High Dynamic Range (HDR) que simula muito bem tais efeitos, dando mais realismo ao jogo.
Os personagens seguem um estilo único, com destaque para a caracterização de Alice e sua mudança para Silmeria: tal mudança, apesar de sutil visualmente, se dá através de mudanças no semblante de Alicia, da qual é mais deliciada, e Silmeria, mais firme. Além destas, a voz da personagem também sofre alterações.
A movimentação se dá de forma fluida e muito parecida com a real, com árvores, pássaros, roupas dos personagens e outros detalhes que se encaixam muito bem no ambiente medieval do jogo e trazem mais beleza.
Todos os personagens, em geral, possuem alto grau de detalhamento, o que ajuda a trazer mais individualismo e características únicas a cada um.

## Recepção
Em 30 de novembro de 2008, Valkyrie Profile 2: Silmeria havia vendido mais de 401.000 unidades no Japão. De acordo com o site Media Creat, foi recorde de vendo durante a semana de lançamento no Japão, vendendo 281,510 cópias.